# إريك هيلي
إريك هيلي (بالإنجليزية: Eric Healey)‏ هو لاعب هوكي الجليد أمريكي، ولد في 20 يناير 1975 في هول في الولايات المتحدة.

## وصلات خارجية
- إريك هيلي على موقع دوري الهوكي الوطني (الإنجليزية)
- إريك هيلي على موقع قاعة مشاهير الهوكي (لاعب أن.إتش.أل) (الإنجليزية)
- إريك هيلي على موقع EliteProspects.com (الإنجليزية)
- إريك هيلي على موقع Eurohockey.com (الإنجليزية)
- إريك هيلي على موقع HockeyDB.com (الإنجليزية)
- إريك هيلي على موقع Hockey-Reference.com (الإنجليزية)